# Клименко, Тихон Леонтьевич
Тихон Леонтьевич Клименко (1906—1981) — сержант Рабоче-крестьянской Красной Армии, участник Великой Отечественной войны, Герой Советского Союза (1944).

## Биография
Тихон Клименко родился 29 июня 1906 года в селе Ольховатка (ныне — Кобелякский район Полтавской области Украины). После окончания начальной школы работал в колхозе бригадиром, бухгалтером, председателем. В 1941 году Клименко был призван на службу в Рабоче-крестьянскую Красную Армию. С того же года — на фронтах Великой Отечественной войны. За время боёв пять раз был ранен. К осени 1943 года сержант Тихон Клименко был помощником командира взвода 2-го стрелкового батальона 694-го стрелкового полка 383-й стрелковой дивизии Приморской армии. Отличился во время Керченской десантной операции.
20 ноября 1943 года к северо-востоку от Керчи батальон Клименко атаковал важную высоту. Клименко с пятью бойцами первым ворвался на высоту и закрепился на ней. Противник предпринял несколько контратак при поддержке миномётов и артиллерии. Группа Клименко в течение двух суток удерживала позиции, уничтожив несколько десятков солдат и офицеров противника.
Указом Президиума Верховного Совета СССР от 16 мая 1944 года за «образцовое выполнение боевых заданий командования и проявленные при этом мужество и героизм» сержант Тихон Клименко был удостоен высокого звания Героя Советского Союза с вручением ордена Ленина и медали «Золотая Звезда» за номером 7386.
После окончания войны Клименко был демобилизован. Вернулся в родное село, где работал председателем колхоза. Позднее проживал в селе Светлогорское Кобелякского района, где руководил рыбсовхозом «Маяк». В 1948 году Клименко окончил Высшую партийную школу при ЦК КПУ, после чего находился на партийной и хозяйственной работе. Умер 22 августа 1981 года.
Был также награждён орденом Красного Знамени и рядом медалей.
Бюст Клименко установлен в Кобеляках.